# Långväggsbrytning

En långväggsskärmaskin i en kolgruva. Hjulet skär loss kol som sedan faller och transporteras bort. Ovanför arbetarna och maskinen syns takstödet.

Långväggsbrytning  eller linjebrytning är en underjordsbrytningsmetod som används för att utvinna i huvudsak stenkol. Metoden är en form av rasbrytning, där gruvrummet tillåts kollapsa efter avslutad utvinning. En skärmaskin som arbetar parallellt till flötsen skär loss kol som sedan transporteras ut ur gruvan. Gångarna är vanligtvis 150–300 meter bredda och 1 000–3 500 meter långa, med höjd på 2–5 meter. Taket bärs upp av takstöd som flyttas fram i takt med att kolet utvinns. Säkerhetsrisken vid långväggsbrytning är liten, arbetet kan mekaniseras och automatiseras och kostnaderna är relativt låga. Jämfört med rum- och pelarbrytning kan mer kol utvinnas genom långväggsbrytning.